# 圣彼得堡高等军事工程学校
60°00′26.41″N 30°22′22.66″E / 60.0073361°N 30.3729611°E
以亚历山大·尼古拉耶维奇·科马罗夫斯基大将命名的列宁格勒红旗高等军事工程建筑学校是苏联武装力量为各军兵种培养军事工程与建筑工程师的军事学校，培养建筑工程师，学制5年；特别班的军官为4年。

## 历史
前身是1810年创办于圣彼得堡的军事工程学校，培养工程技术军士。1819年12月6日更名为总军事工程学校。后增设军官班，学制五年，开创了俄罗斯高等技术教育五年制的传统。也为俄罗斯帝国培养了铁路工程师。1855年军官班改为尼古拉耶夫军事工程学院。1863年至1867年尼古拉耶夫工程学校与尼古拉耶夫工程学院一度合并。
19世纪60年代门捷列夫在学院任过教。费奥多尔·米哈伊洛维奇·陀思妥耶夫斯基1838-1843年在该校军官班就读并毕业。 In 1855, officers classes of the Nikolaevsky Engineering School was reformed as the Nikolaevsky Engineering Academy.
十月革命胜利后，1918年12月18日共和国革命军事委员会第392号命令，尼古拉耶夫军事工程学院改称工农红军军事工程学院，设有四个系：筑城系、军事交通系（分道路桥梁、汽车、航空浮空三个专业）、电工系、大地测量系（1910年建立）。还有培养军队工程兵主任的“队列处”。开设了预科，培养工农出身的红军干部。筑城系1920年改为工程系。1923年与工农红军电工技术学院合并称为军事工程和电工学院。1925年由于红军总员额大裁减，与红军炮兵学院合并为红军军事技术学院，同时电工系移交列宁格勒乌里扬诺夫（列宁）电工技术学院，组成军事电工技术系。1926年以捷尔任斯基命名，称为“捷尔任斯基军事技术学院”。1929年军事电工技术系调回，改为捷尔任斯基军事技术学院电工系。1932年随着一五计划的提前完成，国家工业化和苏军革新技术装备进入新时期，捷尔任斯基军事技术学院以系为基础分立为各个独立学院：
- 火药和炸药系的基础上设立“捷尔任斯基炮兵与技术学院”
- 以电工系为基础建立了军事电工技术学院。1933年4月25日，学院以谢苗·米哈伊洛维奇·布琼尼的名字命名。
- 以工程系和莫斯科高级工程建筑学校为基础，在莫斯科组建红军军事工程学院。1935年以古比雪夫命名，称为古比雪夫军事工程学院。

古比雪夫军事工程学院设有指挥系、海防工程系、筑城系、工程装备系、大地测量系、军事工业建筑系。1938年起开设了夜学系和函授系、工程兵指挥人员进修班、预备役工程兵指挥人员复训班。研究战斗和战役工程保障理论、工程兵战术、筑城工事的结构和技术设备、利用弹性理论计算工程建筑物的方法、统一的大地测量体系和三角测量控制点。并开始研究撞击和爆炸现象。
1939年6月10日国防人民委员部签署法令，以列宁格勒工业建筑工程学院为基础组建列宁格勒海军高等工程建筑学校 。苏联海军人民委员尼古拉·格拉西莫维奇·库兹涅佐夫关于组织列宁格勒海军高等工程建筑学校的命令指出，学校作为高等技术教育机构，培养建造工农红海军的海军基地和沿海防御工事的军事工程师，学制5年另8个月。最初只有一个海军基地建筑教研室。1940年8月，古比雪夫军事工程学院的工程教研室转入，改为要塞教研室。1941年这两个教研室合并为海岸建筑教研室。
1941年6月10日，更名为海军高等工程技术学校（俄语：Высшее инженерно-техническое училище ВМФ，ВИТУ ВМФ），并于同一天成立机电教研室（后于1983年7月27日更名为能源教研室）。1944年2月22日苏联最高苏维埃主席团授予红旗勋章，成为苏联海军红旗高等工程技术学校（俄语：Высшим инженерно-техническим Краснознамённым училищем ВМФ，ВИТКУ ВМФ）。随后克拉斯诺谢尔斯基军事消防学校（俄语：Красносельское военное пожарное училище）、罗斯托夫军事道路建设学校（俄语：Ростовское военное дорожно-строительное училище）和赤塔军用机场建设学校（俄语：Читинское военное аэродромно-строительное училище）并入学校。
1960年9月划归军事建筑部队，更名为红旗高等军事工程技术学校（俄语：Высшее военное инженерное техническое Краснознамённое училище，ВВИТКУ），为苏联武装力量各军兵种培养建筑工程师。1974年1月以刚刚病逝的苏联国防部副部长、分管军事工程建设的亚历山大·尼古拉耶维奇·科马罗夫斯基大将命名，称为以А·Н·科马罗夫斯基大将命名的列宁格勒红旗高等军事工程建筑学校。
1991年11月21日，随着列宁格勒更名为圣彼得堡，学校改名为以А·Н·科马罗夫斯基大将命名的圣彼得堡高等军事工程学校（俄语：Санкт-Петербургское высшее военное инженерное строительное училище имени генерала армии А. Н. Комаровского，С-Пб.ВВИСУ）。1993年8月10日根据俄罗斯联邦政府第767号令，改称军事工程技术学院。1997年合并普希金高等军事工程建筑学校，改称军事工程技术大学。